# Voorschoten

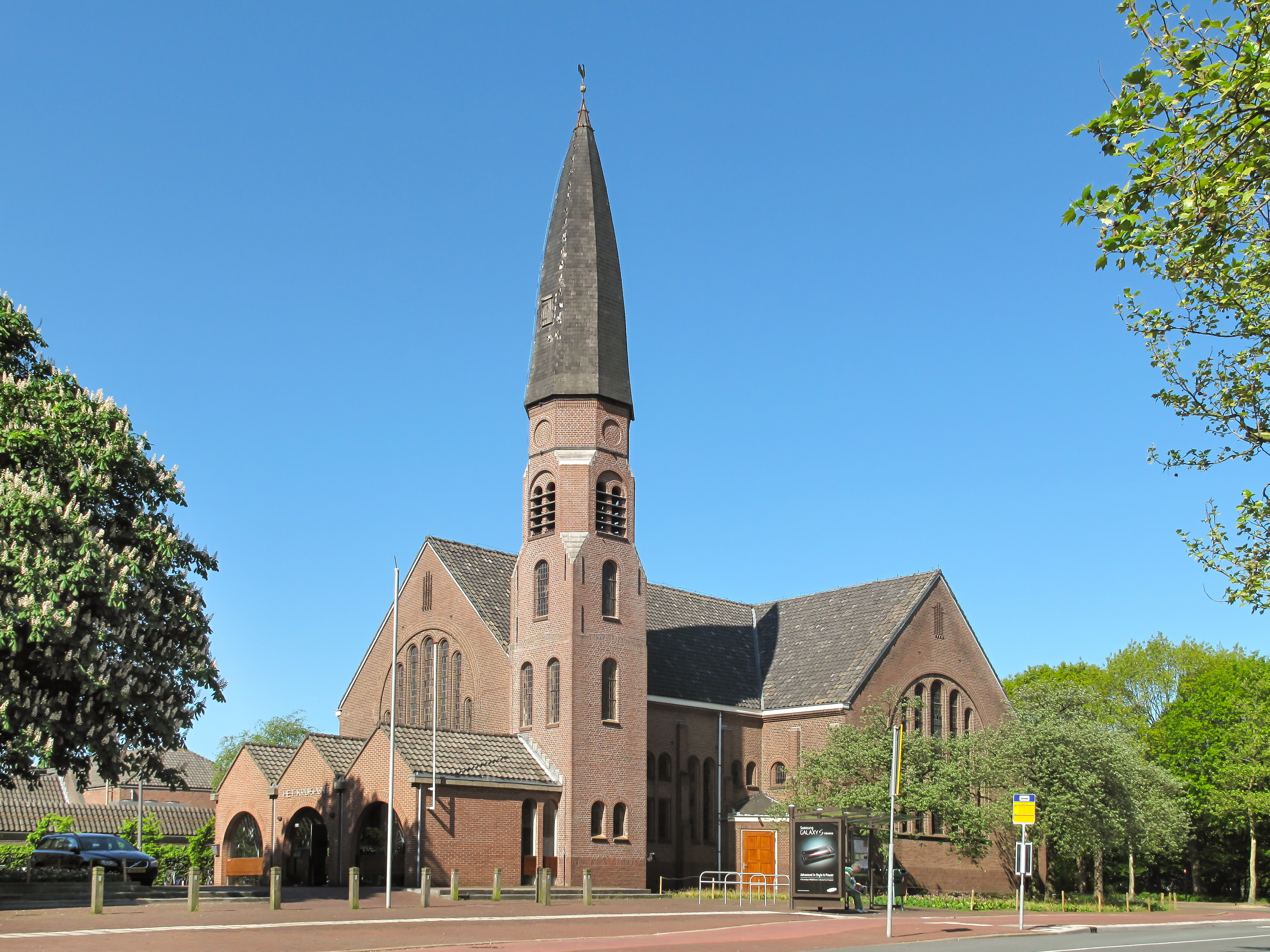
Voorschoten, evangelische Kirche Het Kruispunt

Voorschoten (anhörenⓘ) ist eine Gemeinde in der niederländischen Provinz Südholland.

## Lage und Wirtschaft
Das Dorf Voorschoten liegt unmittelbar südlich von Leiden und liegt zwischen der Bahnlinie Den Haag – Leiden im Westen und dem Rhein-Schie-Kanal im Osten. Im Westen liegt Wassenaar und im Süden Leidschendam. Östlich der Gemeinde liegt die Vliet, ein aus einem Baggersee entstandenes Naherholungsgebiet; dahinter verläuft die Autobahn Den Haag – Amsterdam. Voorschoten hat zwei kleine Bahnhöfe: einen am westlichen Ortsrand und einen (De Vink) an der nordwestlichen Grenze zu Leiden.
In der Gemeinde leben viele Pendler, die in Den Haag oder Leiden arbeiten, aber auch in Voorschoten selber sind recht viele landwirtschaftliche und kleingewerbliche Unternehmen angesiedelt.

## Geschichte
Schon um 2000 v. Chr. gab es eine Besiedlung auf dem Gebiet der heutigen Gemeinde Voorschoten im Bereich von Boschgeest. Dort haben Fischer und Jäger gelebt. Die römische Bezeichnung lautete Forescate.
Die langgestreckte Form der Besiedlung entstand im Mittelalter. Graf Floris V. von Holland verlieh dem Ort 1282 die Marktrechte.
Von 1858 bis 1985 war Voorschoten Sitz einer sehr großen, Silber verarbeitenden Werkstatt, die man wohl als Fabrik einstufen kann. Im ersten Jahrzehnt nach dem Zweiten Weltkrieg ist Voorschoten sehr angewachsen von knapp 5500 Einwohnern im Jahr 1934 über etwa 9300 Einwohner Anfang 1946 bis mittlerweile annähernd 25.000 Einwohner.
Auch in diesem Jahrhundert wird Voorschoten immer mehr Einwohner haben. Deshalb entstehen die neuen Siedlungen Starrenburg, Krimwijk und Starrenburg II.

## Sehenswürdigkeiten
- Schloss Duivenvoorde (erbaut 1631 an der Stelle eines abgerissenen Schlosses) ist im Sommer zu besichtigen; im Schloss befindet sich ein Museum. Der umliegende Park ist ganzjährig gegen Gebühr zugänglich.
- Der alte Dorfkern, mit an der Voorstraat vielen alten Häusern, darunter die Dorpskerk Voorschoten mit einem spätgotischen Turm, steht unter Denkmalschutz (beschermd dorpsgezicht = geschütztes Dorfbild).
- Der seit 1282 jährlich am 28. Juli stattfindende Pferdemarkt.
- Unweit der Stadt befindet sich der ehemalige Landsitz/Landgut Vredenhof, welcher im Achtzigjährigen Krieg von durchziehenden spanischen Truppen beinahe gänzlich verwüstet worden war. Derselbige wurde von Diederik Jansz Graeff revitalisiert und blieb bis in das 18. Jahrhundert im Besitz der Amsterdamer Familie De Graeff.

## Politik

### Sitzverteilung im Gemeinderat
Der Gemeinderat von Voorschoten tagt seit 1982 in folgenden Konstellationen:
| Partei                                | Sitze | Sitze | Sitze | Sitze | Sitze | Sitze | Sitze | Sitze | Sitze | Sitze | Sitze |
| Partei                                | 1982  | 1986  | 1990  | 1994  | 1998  | 2002  | 2006  | 2010  | 2014  | 2018  | 2022  |
| ------------------------------------- | ----- | ----- | ----- | ----- | ----- | ----- | ----- | ----- | ----- | ----- | ----- |
| VVD                                   | 8     | 6     | 5     | 6     | 7     | 7     | 5     | 5     | 4     | 5     | 4     |
| Voorschoten Lokaal                    | –     | –     | –     | –     | –     | –     | –     | –     | –     | –     | 4     |
| CDA                                   | 7     | 7     | 7     | 6     | 5     | 5     | 6     | 3     | 4     | 4     | 4     |
| GroenLinks                            | –     | –     | 1     | 1     | 2     | 2     | 3     | 2     | 2     | 4     | 4     |
| D66 a                                 | 1     | 2     | 3     | 4     | 2     | 2     | 1     | –     | 3     | 3     | 3     |
| PvdA                                  | 3     | 4     | 3     | 2     | 3     | 3     | 4     | 2     | 1     | 1     | 1     |
| PPR                                   | 3     | 4     | –     | –     | –     | –     | –     | –     | –     | –     | –     |
| SP                                    | 0     | –     | –     | –     | –     | –     | –     | –     | 1     | 1     | 1     |
| ONS Voorschoten a                     | –     | –     | –     | –     | –     | –     | –     | 7     | 4     | 3     | –     |
| PSP                                   | 0     | 0     | –     | –     | –     | –     | –     | –     | –     | –     | –     |
| Protestants Christelijke Concentratie | 0     | –     | –     | –     | –     | –     | –     | –     | –     | –     | –     |
| Gesamt                                | 19    | 19    | 19    | 19    | 19    | 19    | 19    | 19    | 19    | 21    | 21    |

Anmerkungen

### Bürgermeister
Seit dem 17. Mai 2021 ist Nadine Stemerdink (PvdA) amtierende Bürgermeisterin der Gemeinde. Zu ihrem Kollegium zählen die Beigeordneten Nanning Mol (VVD), Hans Rasch (ONS Voorschoten), Daan Binnendijk (CDA) sowie der kommissarische Gemeindesekretär Andreas de Graaf.

### Städtepartnerschaft
- Kita, Mali

## Persönlichkeiten
- Carolus Boers (1746–1814), Theologe
- Willem Treub (1858–1931), Wirtschaftswissenschaftler, Hochschullehrer und Politiker
- Lodewijk Thomson (1869–1914), Offizier und Politiker
- Marius Beets (* 1966), Jazzmusiker
- Jebroer (* 1986), Rapper
- Bart Ravensbergen (* 1993), Handballspieler